# 군빌리크 메르겐
군빌리크 메르겐(Гүнбилэг Мерген 袞必里克 墨爾根) 또는 군빌리크 지농(Гүнбилэг жонон, 袞必里克 晉王, 1506년 ~ 1542년 9월 혹은 1550년)은 몽골 우익 투메드부의 두번째 칸이자 오르도스부의 세번째 칸(재위:1531년~1542년 혹은 1533년~1542년), 몽골 우익의 지농(晉王, 재위:1531년~1542년 혹은 1533년~1542년)이다. 다른 이름은 군빌레그트(袞必里克圖, Гүнилигт)이다. 군빌리크는 몽골어로 깊다, 깊은이라는 뜻의 군과 재능, 예능을 말하는 빌릭의 합성어이다. 별칭인 메르겐은 몽골어로 총명함, 명사수를 뜻한다. 별칭은 메르겐 카르 지농(Мэргэн хар жонон, 현명한 검은 진왕)이다.
1531년 혹은 1533년부터 오르도스부와 투메드부의 칸이자 우익 지농이었다. 1542년까지 오르도스는 명목상 몽골 카안에게만 종속되고 독립적으로 백성을 다스렸으며, 그의 통치 기간 동안 바룬 투멘(우익 투멘)의 세력은 점차 강력해졌다. 처음 이름은 고메리(庫蔑里, Гүмэли), 그의 칭호 발음이 중국에 와전되거나 잘못 들어, 명나라 사서에서는 맥력간 길낭(麥力艮吉囊), 기령(己寧) 등으로 부른다. 다얀 카안의 손자이다.

## 생애

### 생애 초기
바르수볼라드 칸의 장남으로 태어났으며, 어머니는 체그토부의 호소이 타브넌의 딸 보단 카툰(Бодин Хэтон)이다. 일설에는 바르수볼라드 칸이 소년 시절, 몽골진부에 있을 때 얻은 여성이 그의 어머니라는 설이 있다. 
처음 이름은 구멜리(Гүмэли)였다가 군빌리크로 개명했다. 군빌리크는 깊다, 깊은이라는 의미의 군과 재능, 예능, 재능, 현명함을 말하는 빌리크의 조합어이다. 따라서 그의 이름은 깊은 현명함이라는 뜻이 된다. 별칭은 메르겐 카르 지농(Мэргэн хар жонон)으로 현명한 검은 진왕이라는 뜻이다. 그의 아버지 바르수볼라드 칸은 1519년 할아버지 다얀 카안이 죽자 사촌 보디 알라그가 나이어린 점을 들어 대신 카안이 되었으나, 사촌 보디 알라그는 이에 반발, 1522년 다른 삼촌 아르수볼라트와 친족들의 도움을 얻어 정변, 대칸이 되었다. 보디 알락 칸은 축출된 삼촌 바르수볼라드 칸을 회유하고자, 바르수볼라드의 아들들에게 칸의 직함을 하사했다. 
1519년 오르도스(襖兒都司)의 만호가 되어 이커자오 맹(伊克昭盟, ᠶᠡᠬᠡ ᠵᠣᠣ ᠶ᠋ᠢᠨ ᠴᠢᠭᠤᠯᠭᠠᠨ, Их Зуугийн чуулган)에 파견, 유목생활을 하며 황하 하수화기(何濤和其) 이서 지역에서 활동했다. 그는 몽고 우익 3만호의 장으로, 좌익을 맡은 보디 알락 칸이 통제할 수 없었다. 1524년 북쪽에 있던 우량카이 원정, 1538년 4차 우량카이 원정을 끝으로 우량카이를 완전히 정복했다.

### 오르도스의 만호, 우익 지농
1531년 혹은 1533년 투메드부의 칸 자리와 오르도스부의 칸, 우익 지농직을 계승하였다. 오르도스는 그의 직할지였다. 그는 오르도스 북부 평원지대인 하투(河套)와 그 서쪽에서 활동하였다. 그는 동생 알탄 칸, 바야스갈 쿠툴룬 등과 함께 몽골 동부 우익과 주변 여러 부족을 통할했고 대칸 보디 알락 칸이 그를 함부로 할 수 없었다. 오르도스, 투메드, 우량카이, 우이고드, 옹기라트부 등 우익 내부의 다얀 카안 반대자들이 있었고, 군빌리크는 동생 알탄 칸의 도움을 얻어 이들 내부 반대파를 제압해나갔다.
1531년 명나라 다퉁을 공격했다가 크게 패배하고 몽골로 도망쳤다. 그러나 군빌리크는 이후로도 계속 선부(宣府, 허베이 성 선화(宣化)), 다퉁, 량주(凉州, 현, 간수성) 원정을 추진했다. 군빌리크는 명나라에 말, 소 무역 및 교역, 중국산 화살, 칼 등 교역을 다퉁총독을 통해 명나라 조정에 요구했으나, 가정제로부터 거절당했다.

### 명나라 원정
1532년 알탄 칸과 함께 칭하이 원정에 나섰다. 1509년 다얀 카안이 우익 3만호를 점령하기 전 오르도스의 영주 이브라힘은 다얀 카안에게 패하고 칭하이로 도주하였다. 다얀 카안에게 태사직책을 받았던 그의 이부형제 부라카이 등은 1532년 칭하이로 건너갔다. 1532년과 1534년에는 서해전투에서 이브라힘의 무리와 부라카이 무리를 최종 격파하고 칭하이를 점령, 1534년 칭하이를 복속시켰다. 1533년 다퉁의 명나라 수군이 폭동을 일으키자, 그는 몽골군 병력을 보내 폭도들을 지원, 원조하였다. 반란이 실패한 후 반란군이 모두 몽고로 망명, 받아들였다.
군빌리크는 명나라에 교역을 요청했으나 명 세종 가정제는 이를 거절했다. 그는 보다 알락 칸, 동생 알탄 칸과 함께 명나라의 변경을 침입, 여러 번 양선부(掠宣府, 현, 허베이 성 쉬안화 현), 다퉁(大同), 량주(涼州, 현 간수 성 란저우 시) 등을 약탈, 위협하였다. 그의 별칭 메르겐은 명나라에 이름이 맥력간으로 잘못 알려져 맥력간 길낭(麥力艮吉囊), 기령(己寧)으로 기록되었다. 그의 직챙은 지농, 진왕(晉王)이었으나, 다시 중국에 한자로 번역되면서 오번역되어 길낭, 기령으로 소개되었다. 그의 아들 노욘다리 지농 역시 직책인 지농을 명나라 사서에서는 길능(吉能)으로 소개한다.

### 생애 후반
그는 만년에 방종하게 생활하고 군사를 돌보지 않아, 몽골우익의 군권과 권력은 서서히 동생 알탄 칸에게 넘어가게 됐다. 그는 주색을 과도하게 즐겨 사망했다. 1542년 9월에 사망했으며, 일설에는 1550년에 사망했다는 설이 있다. 그의 사후 그의 명나라 공략 과업은 동생 알탄 칸이 이어받았다. 그의 영지 오르도스부는 아들 노욘다리 지농이, 투메드부는 동생 알탄 칸이 차지하였다.
그러나 오르도스부는 그의 아들 9명이 나눠 가지면서 세력이 약화되고, 결국 그의 동생이자 9형제의 삼촌인 투메드부 알탄 칸의 영향력 하에 들게 되었다. 명목상의 오르도스의 칸 직과 우익 3만호 지농 직은 아들 노욘다리 지농과 부얀 바토르(Буянбаатар)에게 이어졌으나 1572년, 1573년 연이어 사망한다. 우익 3만호 역시 알탄 칸의 영향력 하에 놓이게 된다.

## 기타
그의 작위인 조농(Жонон) 또는 지농(Жинон)이 명나라에 길낭(吉囊)으로 번역됐다. 명나라와 조선에서는 길낭을 그의 이름으로 오해한 문서, 서적들도 존재한다.

## 같이 보기
- 오르도스부
- 지농